# Sumbawanga

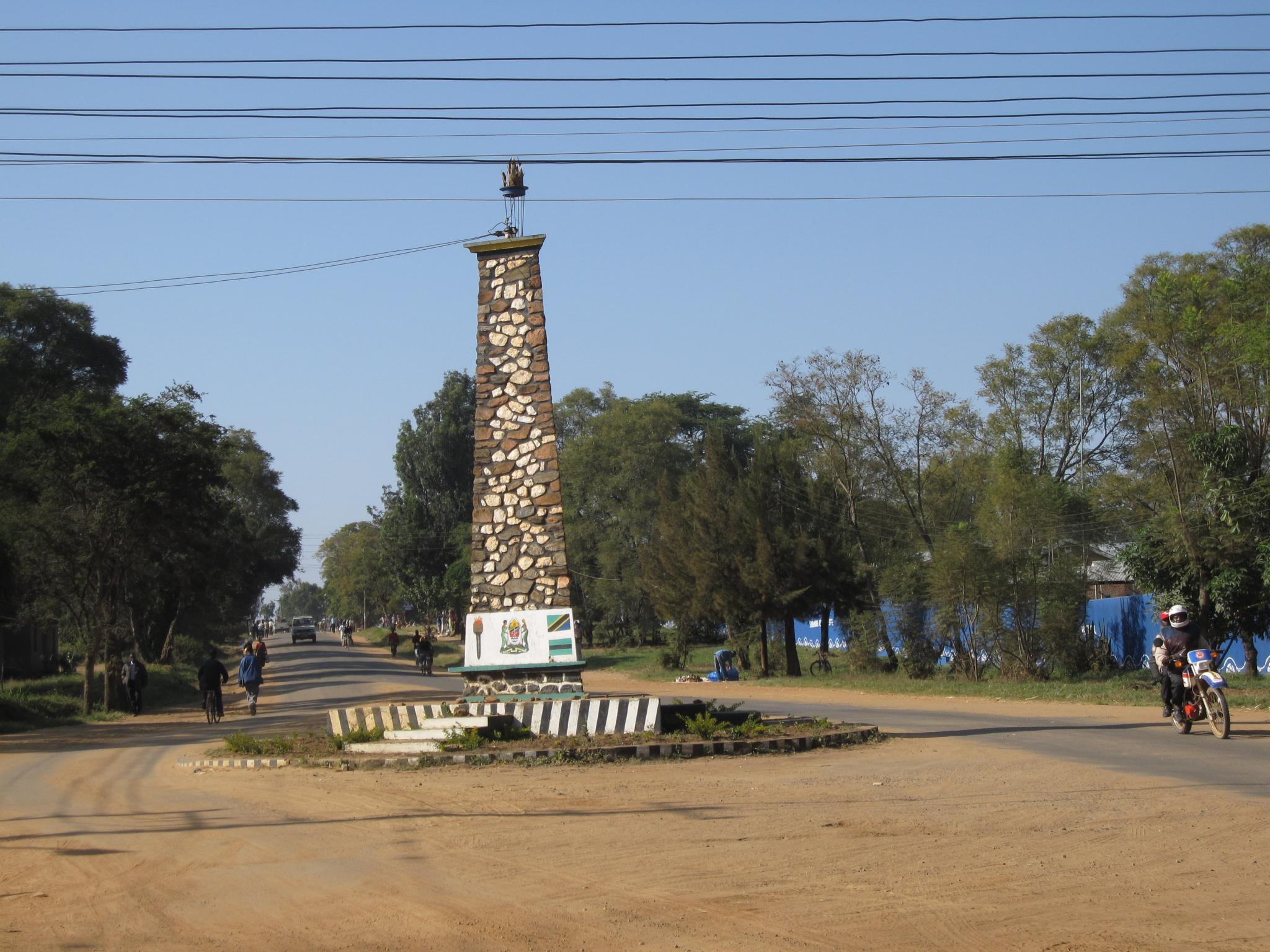
Minnesmärke i Sumbawanga.

Sumbawanga är en stad i västra Tanzania, och är den administrativa huvudorten för regionen Rukwa. Den är belägen mellan Tanganyikasjön och Rukwasjön.

## Stad och distrikt
Sumbawanga är ett av regionens fyra distrikt, Sumbawanga stad (engelska Sumbawanga Urban, swahili Sumbawanga Mjini) och har en beräknad folkmängd av 195 336 invånare 2009 på en yta av 1 494,03 km². Distriktet består av tretton administrativa enheter som kallas shehia, varav två är helt urbana, fyra är blandade urbana och rurala, och de resterande sju är klassificerade som rurala. 
Sumbawangas sammanhängande, urbaniserade område består av två hela shehia samt delar av ytterligare fyra. Området hade 74 890 invånare vid folkräkningen 2002, vilket då motsvarade 51,00 % av distriktets befolkning.